# 古賀英三郎
古賀 英三郎（こが えいざぶろう、1928年（昭和3年）9月16日 - 1990年（平成2年）12月1日）は、日本の思想史家。専門は社会思想史で、オーギュスト・コント研究から始め、のちシャルル・ド・モンテスキュー研究の第一人者として知られた。祖父に江頭安太郎。
広島県生まれ。東京育ち。旧制東京市立緑が丘尋常小学校、旧制攻玉社中学校を経て、1949年東京商科大学（現：一橋大学）予科修了、52年同本科卒、一橋大学特別研究生。高島善哉門下。
1956年一橋大学社会学部助手、59年講師、64年助教授。フランス留学を経て、70年一橋大学社会学部教授、77 - 79年第12代社会学部長、85年関東社会学会幹事。1987年、田中正司退任後、一橋大学社会科学古典資料センター教授併任。1990年センター教授を任期満了退任。後任は永井義雄。同年膵臓がんのため死去。
ゼミの指導学生に渡辺雅男（一橋大学名誉教授）、山崎耕一（元一橋大学教授）、柳父圀近（東北大学名誉教授）、西岡芳彦（明治学院大学教授）、植村邦彦（関西大学教授）、川上源太郎（評論家、元清泉女学院大学副学長） など。

## 著書
- 『人類の知的遺産 39 モンテスキュー』講談社 1982
- 『国家・階級論の史的考察』新日本出版社 1991

共編
- 『社会科学小辞典』山中隆次共編集 春秋社 1980

### 翻訳
- ロバート・H・ローウィ『国家の起源』法政大学出版局 叢書・ウニベルシタス 1973
- ジャン・スタロバンスキー『モンテスキュー その生涯と思想』高橋誠共訳 法政大学出版局 叢書・ウニベルシタス 1993

## 参考
- 故古賀英三郎先生略歴